# PGC 1726396
LEDA/PGC 1726396 ist eine Galaxie im Sternbild Bärenhüter am Nordsternhimmel. Sie ist schätzungsweise 1,9 Milliarden Lichtjahre von der Milchstraße entfernt und hat einen Durchmesser von etwa 205.000 Lichtjahren. 
Im selben Himmelsareal befinden sich unter anderem die Galaxien IC 4331, IC 4332, PGC 49145, PGC 1723355.